# Stadtrandsiedlung Schörgenhub

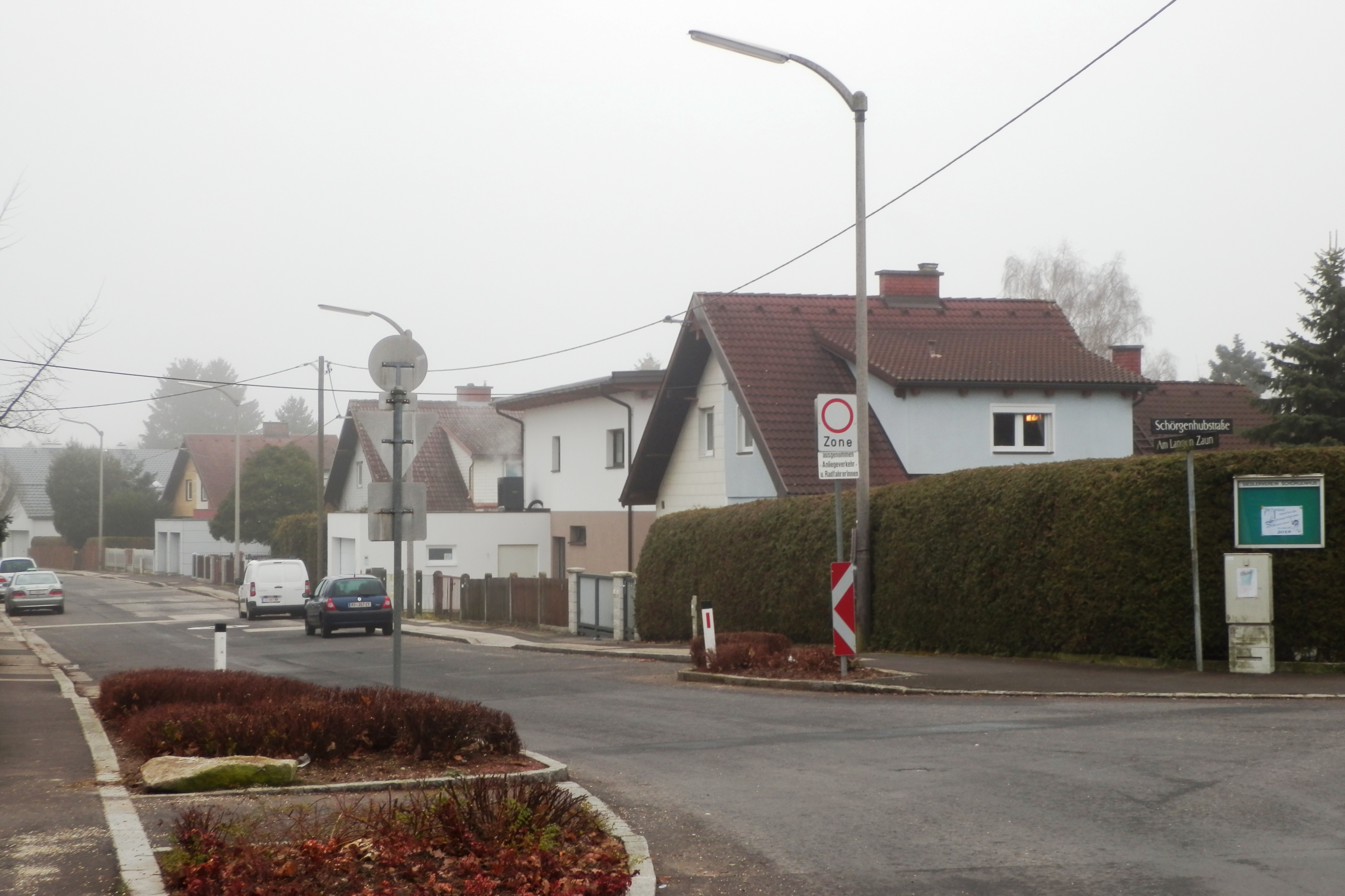
Stadtrandsiedlung Schörgenhub, Doppelhäuser Am Langen Zaun, zum Teil bereits nachverdichtet

Die Stadtrandsiedlung Schörgenhub (auch Hütterland) wurde 1933 bis 1937 erbaut und ist mit ursprünglich 180 Häusern die größte Stadtrandsiedlung in Linz. Sie befindet sich im Stadtteil Kleinmünchen und ist im Wesentlichen begrenzt von den Straßenzügen Dauphinestraße, Salzburger Straße und Am Langen Zaun.

## Geschichte

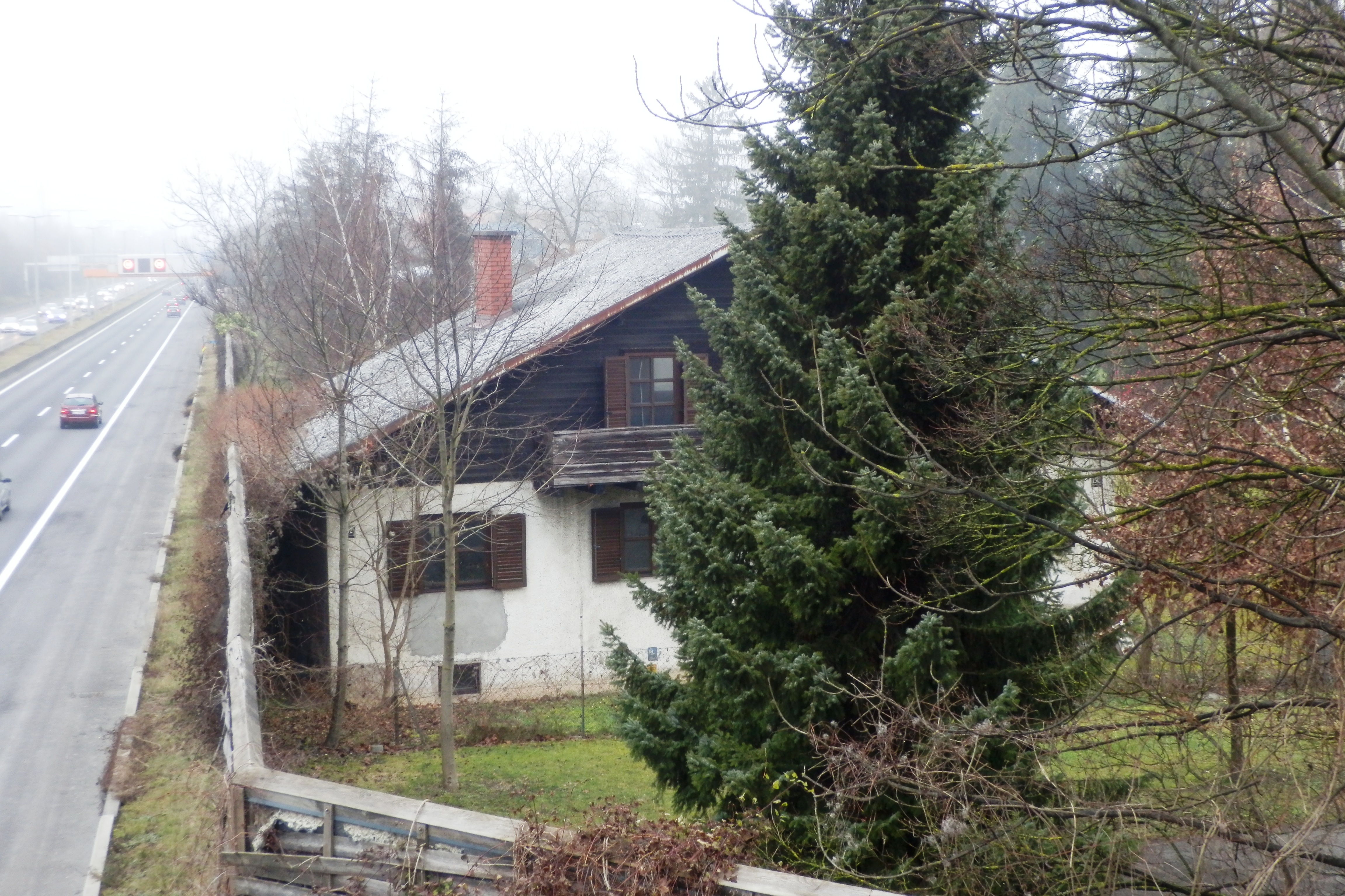
Die Autobahn durchtrennt heute die Siedlung

Der Name Schörgenhub leitet sich von einem bäuerlichen Flurnamen ab, die Gegend war früher Ackerland.
Im Zuge der Randsiedlungsaktion der christlichsozialen Bundesregierung Dollfuß wurde für Arbeitslose und wohnungsuchende Arbeiterfamilien Einfamilienhaus- und Doppelhaussiedlungen errichtet mit relativ großen Grundstücken, damit sie sich mit diesem Grundbesitz weitgehend selbst versorgen konnten (siehe Stadtrandsiedlung).
Die Stadtrandsiedlung Schörgenhub – nicht zu verwechseln mit der in der NS-Zeit erbauten Schörgenhubsiedlung (vulgo Hitlerbauten Neue Heimat) – wurde von der Baugenossenschaft Familie nach Plänen des Architekten Hans Arndt errichtet und umfasst hauptsächlich Doppelhäuser gleicher Bauweise in traditioneller Architektur. Die Siedlung hat außer einer kleinen platzartigen Straßenverbreiterung mit Fahrbahnteiler in der Straße Im Bäckerwinkel kein eigentliches Zentrum.
In der Zeit des Nationalsozialismus wurde die Reichsautobahn (heute A1 West Autobahn) und damit mit dem Bau des Linzer Zubringers begonnen, der nach dem Zweiten Weltkrieg fertiggestellt wurde. Dies war eine schnurgerade zweispurige Straße im Verlauf der heutigen A7 Mühlkreis Autobahn vom Knoten Linz der Westautobahn bis zur Salzburger Straße beim Seimayr in Verlängerung der Hanuschstraße, die die Siedlung in zwei Teile teilte. Dadurch wurden einige Siedlungshäuser abgerissen und die Bewohner umgesiedelt. Mitte der 1960er-Jahre wurde die zweispurige Straße zur vierspurigen Autobahn (A7) ausgebaut und weitere Häuser abgebrochen. Konnte man den alten Linzer Zubringer noch ohne Probleme an mehreren Stellen queren, so wurden durch den Umbau zur Autobahn sämtliche Querstraßen unterbrochen. Lediglich für die Dauphinestraße wurde eine Brücke errichtet.

## Die Siedlung heute

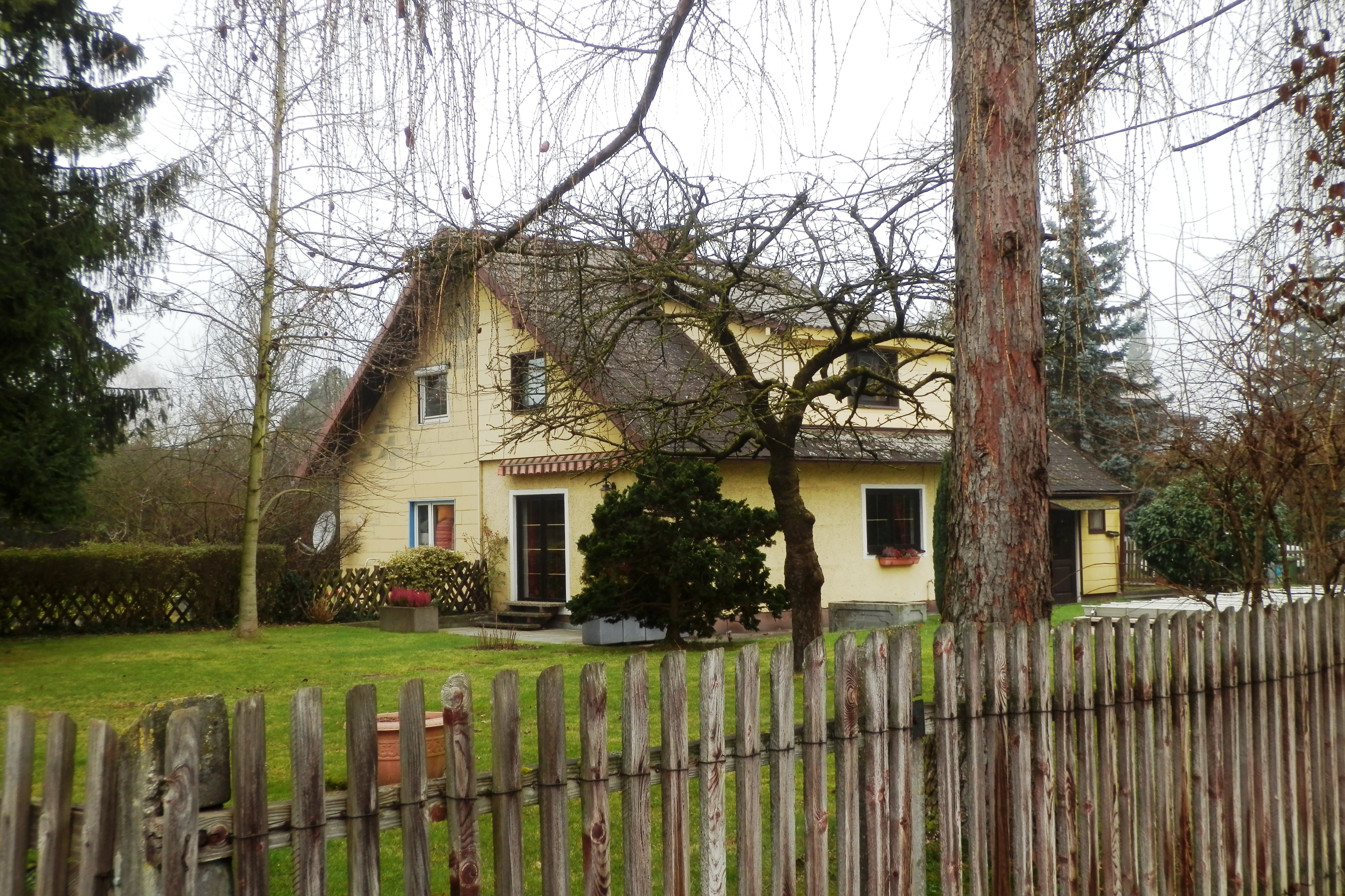
Großzügige Grundstücke, hier in der Pritzstraße

Aufgrund der relativ großzügigen Grundstücke und der Nähe zum Wasserwald ist die Siedlung heute eine beliebte Wohngegend in Kleinmünchen, einem Stadtteil, in dem Arbeiterwohnblöcke der Kriegs- und Nachkriegszeit dominieren. Auch Persönlichkeiten wie etwa der Grafiker und Maler Alfred Würl lebten in dieser Siedlung.
Die noch vorhandenen Siedlungshäuser und Ensembles sind heute akut von Verdichtung, Abbruch und Umbau bedroht, da die Bauten nicht unter Denkmalschutz stehen. Von Seiten der Politik und der Denkmalpflege bestand für die Stadtrandsiedlungen aus der Zeit des Ständestaates wenig Interesse für deren Erhalt – im Gegensatz zu Arbeitersiedlungen, die unter sozialdemokratischer bzw. nationalsozialistischer Führung erbaut wurden (z. B. die denkmalgeschützten Siedlungen Sintstraße und Scharlinz/Haydnstraße bzw. Harbach- und Gründbergsiedlung).